# Nyakaguzi
Nyakaguzi är ett periodiskt vattendrag i Burundi.   Det ligger i provinsen Rutana, i den centrala delen av landet, 100 km öster om huvudstaden Bujumbura.
Omgivningarna runt Nyakaguzi är en mosaik av jordbruksmark och naturlig växtlighet. Runt Nyakaguzi är det ganska tätbefolkat, med 100 invånare per kvadratkilometer.